# Despotism
Despotismul este o formă de guvernământ în care o singură persoana conduce cu putere absolută. Acea entitate poate fi un individ, ca într-o autocrație, sau poate fi un grup. Cuvântul despotism înseamnă "a conduce în maniera unui despot" și nu se referă neapărat la un singur "despot", adică un individ.
Cuvântul despot provine din cuvântul grecesc despotes care înseamnă "stăpân" sau "cel cu putere" și a fost folosit pentru o varietate largă de titluri și poziții. A fost utilizat pentru a descrie puterea nelimitată a faraonilor din Egipt, a fost adoptat de curtea bizantină ca titlu nobiliar, folosit de conducătorii statelor vasale Bizanțului și adoptat ca titlu al împăraților bizantini. Prin urmare, cuvântul despot are înțelesuri și interpretări diferite în anumite perioade istorice și nu poate fi incorporat într-o singură definiție. Acesta este similar cu titlurile grecești basileus și autokrator care, alături de despot, au fost utilizate de mai multe ori pentru a descrie totul de la un simplu șef de trib până la regi și împărați.
Colocvial, cuvântul despot a fost aplicat peiorativ unei persoane, în special unui șef de stat sau de guvern, care face abuz de putere și autoritate pentru a suprima populația, subiecții sau subordonații. În acest sens este similar cu termenul tiran. Cuvântul dictator s-a dezvoltat și el în mod asemănător, deși despot și tiran tind să sublinieze cruzimea și chiar plăcerea acestor acte, în vreme ce dictator tinde să sublinieze mai mult duritatea sau implementarea nedreaptă a legii.

## Istoric
În forma sa clasică, despotismul este un stat în care un singur individ (despotul) deține toată puterea și autoritatea statului, iar toți ceilalți sunt persoane subsidiare. Forma de despotism era comună în primele forme statale și de civilizație. Cel mai bun exemplu clasic de despot este faraonul din Egiptul Antic.
Se pare că despotismul a fost folosit de opozanții regelui Ludovic al XIV-lea al Franței în anii 1690, care foloseau termenul de despotisme pentru a descrie exercitarea oarecum liberă a puterii de către monarhul lor. Cuvântul este de origine grecească iar în Grecia antică un despot era un stăpân care conducea într-o casă pe cei care erau sclavi sau servitori prin natură.
Astăzi termenul este aplicat conducerii tiranice. Despotismul poate să însemne tiranie (dominanța prin amenințarea cu pedeapsa sau violența), absolutism sau dictatură (o formă de guvernământ în care conducătorul este un dictator absolut care nu ține cont de constituție sau de legi).
Totuși, în absolutismul luminat (cunoscut și sub numele de despotism benevol), care a apărut în Europa în secolul al XVIII-lea, monarhii absoluți foloseau autoritatea lor pentru a implementa o serie de reforme în sistemele politice și societățile țărilor lor. Mișcarea a fost probabil declanșată de idealurile iluministe.
Filosoful iluminist Montesquieu credea că despotismul este o guvernare potrivită pentru statele mari. De asemenea, el credea că republicile erau potrivite pentru statele mici și că monarhiile erau potrivite pentru statele mijlocii.
Deși cuvântul are astăzi sens peiorativ, a fost cândva un titlu legitim al cabinetului din Imperiul Bizantin. Exact așa cum termenul de bizantin este adesea utilizat în sens peiorativ, și cuvântul despot are astăzi conotații negative. De fapt, despot era un titlu imperial utilizat prima dată de Manuel I Comnen (1143-1180) care l-a creat pentru moștenitorul său desemnat Alexius-Béla. Conform lui Gyula Moravcsik, acest titlu a fost o traducere simplă a titlului maghiar de úr al lui Béla dar alți istorici cred că provine din cuvântul grecesc despotes (în traducere directă, stăpânul). În Liturghia Ortodoxă, diaconul se adresează preotului și astăzi cu termenul de despot.

## Diferența față de monarhia absolută
Conform lui Montesquieu, diferența dintre monarhie absolută și despotism este că în cazul monarhiei o singură persoană guvernează cu putere absolută prin legi stabilite și fixate, în vreme ce un despot conduce după propria voință.